# Tominje
Tominje je naselje v Občini Ilirska Bistrica.